# Arrideu (diàdoc)
Arrideu (en grec antic Ἀρριδαῖoς) fou un general d'Alexandre el Gran, dels anomenats diàdocs, a qui s'encomanà la direcció de les exèquies del conqueridor, a Egipte.
Quan Perdicas d'Orèstia va morir assassinat a Egipte, l'any 321 aC, Arrideu i Pitó van ser nomenats regents de Macedònia, per la minoria d'edat d'Alexandre IV, però sota les intrigues de la reina consort Eurídice, hagueren de renunciar al seu càrrec a la reunió de Triparadisos, a Síria, on l'imperi es va dividir. A Arrideu li va correspondre la Frígia Hel·lespòntica. El 319 aC, després de la mort d'Antípater, regent de Macedònia, Arrideu va fer un atac sense èxit a Cízic i Antígon el Borni va utilitzar la derrota com a pretext per exigir-li la renúncia de la satrapia, però s'hi negà i es va tancar a Cios.